# Temporada 1965-66 de los San Francisco Warriors
La temporada 1965-66 fue la vigésima de los Warriors en la NBA, y la cuarta en la ciudad de San Francisco (California), a donde llegaron procedentes de Filadelfia. La temporada regular acabó con 35 victorias y 45 derrotas, acabando en la cuarta posición de la División Oeste, no logrando clasificarse para los playoffs.

## Elecciones en elDraft
| Ronda | Puesto | Jugador        | Posición  | Nacionalidad   | Universidad     |
| ----- | ------ | -------------- | --------- | -------------- | --------------- |
| 1     | 1      | Fred Hetzel    | Alero     | Estados Unidos | Davidson        |
| 1     | 2      | Rick Barry     | Alero     | Estados Unidos | Miami (FL)      |
| 2     | 9      | Will Frazier   | Ala-Pívot | Estados Unidos | Grambling State |
| 3     | 18     | Keith Erickson | Alero     | Estados Unidos | UCLA            |
| 4     | 27     | Warren Rustand | Base      | Estados Unidos | Arizona         |
| 5     | 36     | Eddie Jackson  |           | Estados Unidos | Oklahoma City   |

## Temporada regular
| División Oeste         | División Oeste | División Oeste | División Oeste | División Oeste | División Oeste | División Oeste | División Oeste | División Oeste |
| Equipo                 | G              | P              | %              | PD             | Casa           | Fuera          | Neutral        | Div            |
| ---------------------- | -------------- | -------------- | -------------- | -------------- | -------------- | -------------- | -------------- | -------------- |
| x-Los Angeles Lakers   | 45             | 35             | .563           | –              | 28–11          | 13–21          | 4–3            | 29–11          |
| x-Baltimore Bullets    | 38             | 42             | .475           | 7              | 29–9           | 4–25           | 5–8            | 20–20          |
| x-St. Louis Hawks      | 36             | 44             | .450           | 9              | 22–10          | 6–22           | 8–12           | 19–21          |
| San Francisco Warriors | 35             | 45             | .438           | 10             | 12–14          | 8–19           | 15–12          | 21–19          |
| Detroit Pistons        | 22             | 58             | .275           | 23             | 13–17          | 4–22           | 5–19           | 11–29          |

## Estadísticas
| Rk | Jugador        | Edad | P  | PT | MP   | TC  | TCI  | %TC  | TL  | TLI | %TL  | RB   | AS   | FP  | PTS  |
| 1  | Nate Thurmond  | 24   | 73 |    | 39.6 | 6.2 | 15.3 | .406 | 3.8 | 5.9 | .654 | 18.0 | 1.5  | 3.1 | 16.3 |
| 2  | Rick Barry     | 21   | 80 |    | 37.4 | 9.3 | 21.2 | .439 | 7.1 | 8.3 | .862 | 10.6 | 2.2  | 3.7 | 25.7 |
| 3  | Guy Rodgers    | 30   | 79 |    | 36.7 | 7.4 | 19.9 | .373 | 3.7 | 5.2 | .727 | 5.3  | 10.7 | 3.1 | 18.6 |
| 4  | Tom Meschery   | 27   | 80 |    | 29.8 | 5.0 | 11.2 | .448 | 2.8 | 3.7 | .765 | 9.0  | 1.0  | 3.6 | 12.8 |
| 5  | Paul Neumann   | 28   | 66 |    | 26.2 | 5.2 | 12.4 | .420 | 4.0 | 4.8 | .836 | 3.2  | 2.8  | 2.6 | 14.4 |
| 6  | Al Attles      | 29   | 79 |    | 26.0 | 4.6 | 9.2  | .503 | 1.9 | 3.2 | .611 | 4.1  | 2.8  | 3.4 | 11.2 |
| 7  | McCoy McLemore | 23   | 80 |    | 18.3 | 2.8 | 6.6  | .426 | 1.8 | 2.4 | .743 | 6.1  | 0.7  | 2.5 | 7.4  |
| 8  | Fred Hetzel    | 23   | 56 |    | 12.9 | 2.9 | 7.2  | .399 | 1.1 | 1.6 | .685 | 5.2  | 0.5  | 2.2 | 6.8  |
| 9  | Gary Phillips  | 26   | 67 |    | 12.9 | 1.6 | 4.5  | .350 | 0.8 | 1.3 | .621 | 2.0  | 1.7  | 1.4 | 4.0  |
| 10 | Bud Olsen      | 25   | 55 |    | 10.3 | 1.4 | 3.4  | .422 | 0.7 | 1.5 | .447 | 3.3  | 0.3  | 1.4 | 3.5  |
| 11 | Keith Erickson | 21   | 64 |    | 10.1 | 1.5 | 4.2  | .356 | 0.7 | 1.0 | .662 | 2.5  | 0.6  | 1.4 | 3.6  |
| 12 | Will Frazier   | 23   | 2  |    | 4.5  | 0.0 | 2.0  | .000 | 0.5 | 1.0 | .500 | 2.5  | 0.5  | 0.5 | 0.5  |

## Galardones y récords
| Jugador       | Galardón                                                                                       |
| Rick Barry    | All-Star Rookie del Año de la NBA Mejor quinteto de la NBA Mejor quinteto de rookies de la NBA |
| Nate Thurmond | All-Star                                                                                       |
| Fred Hetzel   | Mejor quinteto de rookies de la NBA                                                            |